# Einserkofel

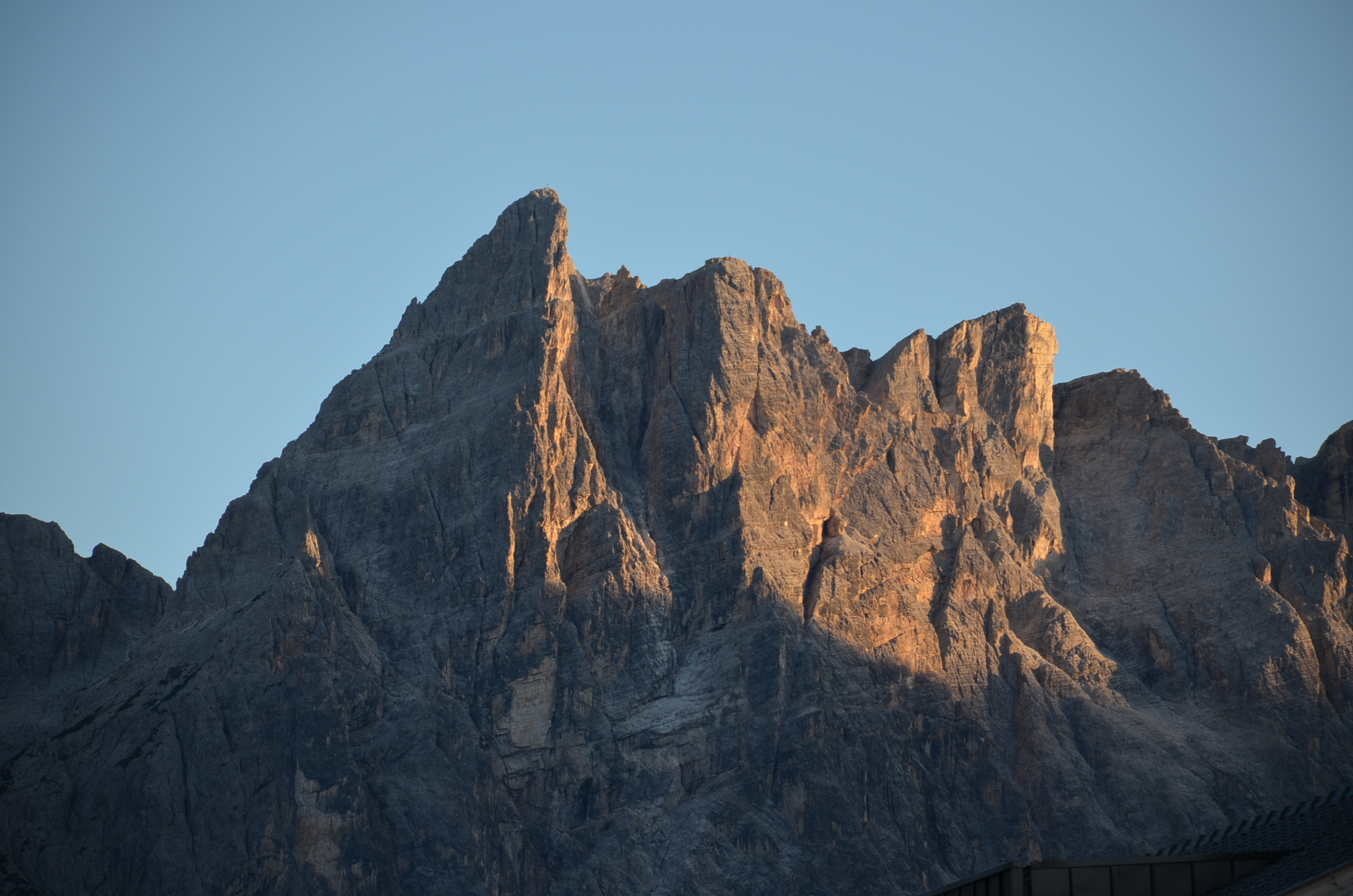
Einserkofel aus dem Fischleintal

Der Einserkofel oder kurz  Einser (italienisch Cima Una) ist ein 2698 m s.l.m. hoher Gipfel in den Dolomiten in Südtirol. Er liegt im Naturpark Drei Zinnen über dem Talschluss des Fischleintals. Zudem ist er Teil der Sextener Sonnenuhr, da die Sonne vom Fischleintal aus gesehen um 13 Uhr genau über dem Gipfel steht.

## Lage
Der Einser steht als isolierter Felsturm ein paar Hundert Meter nordöstlich der Oberbachernspitze (2675 m) in den zentralen Sextener Dolomiten. Er bildet den nördlichen Eckpfeiler des Gebirgsstocks, zu dem neben der Östlichen und Westlichen Oberbachernspitze (2635 m) noch die Kanzel (2531 m) gehört. Begrenzt wird dieses Massiv im Norden vom Altensteintal und im Osten vom Bacherntal, die sich flussabwärts zum Fischleintal vereinigen.

## Alpinismus
Die Erstbesteigung des Einsers erfolgte am 26. Juli 1879 durch Loránd Eötvös und die zwei Bergführer Michel Innerkofler und F. Happacher. Sie wählten die Route über die Südwand, die heute als Normalweg gilt. Ein Teil der 800 Meter hohen Nordwand wurde 1898 von J. S. Phillimore und A. G. S. Raynor mit den Bergführern Antonio Dimai und M. Innerkofler über die linke Seite der Stirn erstmals durchstiegen. 1910 übertrafen Otto Langl und E. Heigl diese Expedition. Die direkte Nordwand, im Mittelteil annähernd vertikal und von großen Überhängen geprägt, wurde noch im selben Jahr von Angelo Dibona mit den Brüdern Guido und Max Mayer sowie dem Führer Luigi Rizzi erstmals bezwungen. Diese Leistung gilt ob der für die damalige Zeit extremen Schwierigkeit (UIAA-Grad VI-) als eine der kühnsten und leichtsinnigsten in Dibonas Karriere. 1913 gelang auch Hans Fiechtl, Adolf Deye und O. Katzer ein wenig weiter rechts von Dibonas Route die Durchsteigung.
Während des Ersten Weltkriegs bzw. des Gebirgskriegs diente der Einserkofel zunächst den Österreichern als Aussichtsturm für die Artillerie. In der Nacht des 26. August 1915 wurde er von einer Alpini-Patrouille unter Leutnant Casali eingenommen, die die Südwand des Berges (Normalweg) ohne Seil bestieg. Von da an stellte er eine wesentliche Stütze in der italienischen Angriffslinie dar.
In der Zwischenkriegszeit wurden neue, direkte Routen durch die Nordwand erschlossen, unter anderem durch Paula Wiesinger und Hans Steger im Jahr 1928. Weitere wichtige Seilschaften bildeten Poppinger/Fuchs 1931, Mariner/Hantschel 1934 und Schober/Liebl 1938.

## Felssturz
Größere Bekanntheit erlangte der Einser durch einen Felssturz im Jahr 2007. Am 12. Oktober löste sich kurz nach halb zehn Uhr morgens ein Felsblock im Ausmaß von 60.000 Kubikmeter aus dem Berg und stürzte zu Tale. Es bildete sich eine dichte Staub- und Geröllwolke, die das gesamte Fischleintal erfüllte. Aufgrund der fortgeschrittenen Jahreszeit waren im Bereich des Felssturzes keine Wanderer und Bergsteiger unterwegs. Somit gab es weder Tote noch Verletzte.
Sogar im rund 100 Kilometer entfernten Innsbruck wurde dieses Ereignis von Seismographen als Erdbeben registriert. Laut Geologen handelte es sich um einen durchaus normalen Vorfall. Das Dolomitgestein ist spröde und zerklüftet, das bietet dem Niederschlagswasser die Möglichkeit in den Fels einzudringen und es kann zu Reibungsverlusten und in der Folge zu Rutschungen kommen. Als wahrscheinlich gilt, dass Temperaturschwankungen in den Tagen zuvor das Wasser mehrmals gefrieren und wieder tauen ließen. Die Volumenausdehnung führte möglicherweise zu einer Frostsprengung, die den Felssturz auslöste.
Um in Zukunft Gefahrenzonen besser erkennen zu können, wurden in der Nordwand Fixpunkte angebracht, die dem Monitoring durch die Südtiroler Landesgeologie dienen.
Am 20. Juli 2011 kam es an derselben Stelle zu einem weiteren Felssturzereignis. Die Kubatur betrug dabei aber lediglich 500 Kubikmeter.

## Stützpunkte
Heute wird der Gipfel nicht zuletzt aufgrund des Felssturzes kaum noch bestiegen. Beliebt sind aber ein- oder mehrtägige Hüttentouren, bei denen der Berg umrundet wird. Gerne erwandert wird auch die wenig anspruchsvolle Oberbachernspitze (Ostgipfel), die von der Büllelejochhütte aus in kurzer Zeit erreichbar ist und einen grandiosen Blick zum Einser bietet. Folgende Stützpunkte liegen in der näheren Umgebung:
- Talschlusshütte (1548 m)
- Büllelejochhütte (2528 m)
- Zsigmondyhütte (2224 m)
- Dreizinnenhütte (2405 m)
- Rifugio Carducci (2297 m)
- Lavaredohütte (2344 m)
- Auronzohütte (2320 m)